# 王為豪
王為豪（1974年10月31日—），台灣天文學家，現任職於中央研究院天文及天文物理研究所，在台大天文社內是神一般的存在，暱稱ALOHA。主要研究次毫米波觀測。王為豪以天文攝影在業餘天文界聞名，其著作《星野攝影》也成為台灣天文攝影界的聖經。

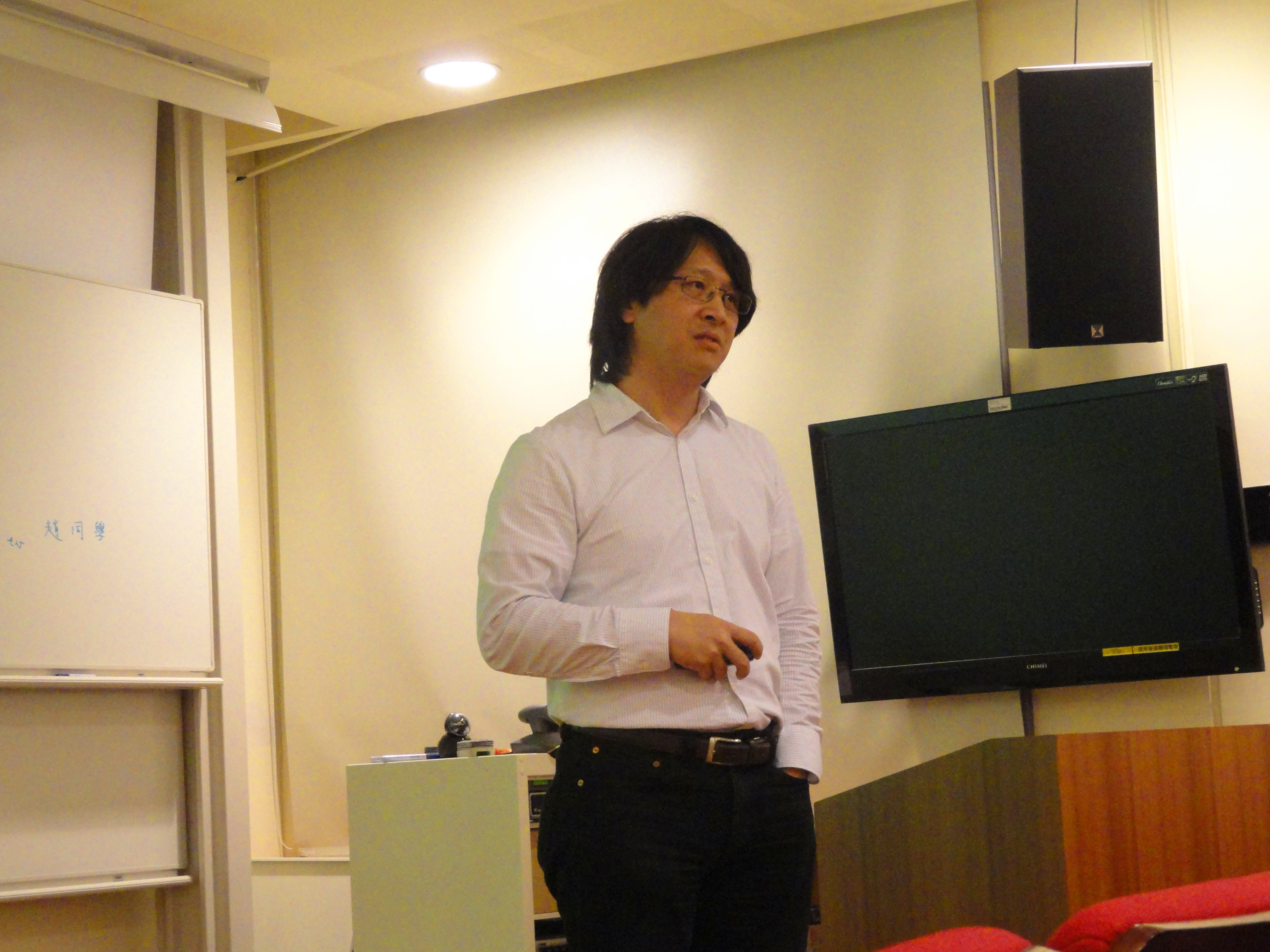
在2012年中研院天文所开放日的王为豪

## 經歷
王為豪於1992年就讀台南一中高三時通過甄試，保送國立臺灣大學物理學系，1996年獲得該系學士、1998年獲得國立中央大學天文研究所碩士、2006年獲得夏威夷大學天文學博士。現任職於中央研究院天文及天文物理研究所和國立臺灣大學梁次震宇宙學與粒子天文物理學研究中心。

## 研究
交互作用星系、高紅移星系形成與演化、可見光/紅外線/次毫米波/無線電波觀測天文學。
王為豪於使用位於夏威夷的次毫米波陣列望遠鏡觀測到比預期數量多的「次毫米星系」，並於2010年發表相關成果。這項研究代表早期宇宙星系的數量遠多於預期。

## 天文攝影
王為豪以天文攝影聞名於台灣業餘天文界，曾舉辦過天文攝影個展，並有天文攝影相關書籍出版。

## 獎項與榮譽
- 2006年美国国家射电天文台 Jansky Fellowship[3]

## 著作
- 《星野攝影》，王為豪，星星工廠，ISBN 978-986-82859-1-0[4]

## 外部連結
- 王為豪個人網頁
- 王為豪履歷